# Xã Cravens, Quận Franklin, Arkansas
Xã Cravens (tiếng Anh: Cravens Township) là một xã thuộc quận Franklin, tiểu bang Arkansas, Hoa Kỳ. Năm 2010, dân số của xã này là 237 người.